# Xiao Jia
Xiao Jia (小甲) (siglo XVI a.  C.) fue un rey de China de la dinastía Shang.
En las Memorias históricas, Sima Qian le coloca en séptimo lugar de la lista de reyes Shang, sucediendo a su hermano Tai Geng (太庚). Fue entronizado en el año de Dingsi (丁巳), con Bo (亳) como su capital. Gobernó durante 17 años, le fue dado el nombre póstumo de Xiao Jia, y fue sucedido por su hermano Yong Ji (雍己).
Inscripciones sobre huesos oraculares hallados en Yinxu le colocan en sexto lugar en la lista de reyes Shang, sucediendo a su hermano Tai Geng (大庚), le dan el nombre póstumo de Xiao Jia (小甲), y como sucesor, a su sobrino, Tai Wu (大戊).